# Edgardo Garrido
Edgardo Garrido Merino (Valparaíso, 1 de noviembre de 1888-Santiago de Chile, 5 de julio de 1976) fue un escritor y diplomático chileno.
Cónsul de servicio exterior honorario en San Feliú y posteriormente en Málaga, Barcelona y Madrid. Cónsul en Nueva York. Fue presidente y vicepresidente de la Sociedad de Autores Teatrales. Miembro honorario de la Academia Chilena de la Lengua. Obtuvo el Premio Camilo Henríquez de la Sociedad de Escritores de Chile. Premio Roma. Premio Municipal de Literatura. Premio Academia de la Academia Chilena de la Lengua (1966). Premio Ricardo Latcham (1969). Premio Nacional de Literatura (1972). El gobierno de Ecuador lo condecoró con la Orden al Mérito en el grado de Caballero.

## Biografía
Estudió en el Liceo de Valparaíso. Vivió en Buenos Aires y en España. Inició sus actividades periodísticas en el diario El Chileno (1906). Colaboró en El Mercurio, en diarios y revistas nacionales y extranjeras. Fue delegado en 1913 al Congreso Científico de Temuco.
Después de terminar sus estudios en su ciudad natal, se trasladó a Santiago donde participó de la vida artística y teatral de la época. En este mismo período ingresó al Ministerio de Relaciones Exteriores. En 1913 fue nombrado cónsul honorario de Chile en San Feliú, España. Esta designación fue el inicio de una destacada vida diplomática que lo llevó a distintas ciudades españolas y Nueva York; y lo mantuvo lejos de Chile por más de treinta años. Su estada en España fue significativa en su creación literaria, dotándola de otras formas y procedimientos literarios, sobre todo el influjo de la generación literaria del 98. En este período Edgardo Garrido Merino conoció a Pío Baroja, Miguel de Unamuno, Juan Ramón Jiménez y Azorín.
En 1910 se dio a conocer como dramaturgo con Mis pantalones. Sin embargo, la crítica especializada no reparó en sus obras hasta 1919, cuando se estrenó su obra teatral El chalaco. Ambientada en la vida de la zona del salitre, esta pieza tenía un profundo sentido social y provocó polémicas con los grupos anarquistas de la capital. Más tarde escribió La partida, Para todos sale el sol y Siempre Caín. En 1921, asumió la presidencia de la Sociedad de Autores Teatrales, donde desarrolló sus inquietudes artísticas y gremiales.
Su producción narrativa alcanzó a seis volúmenes: El barco inmóvil (1928), La estirpe (1926), El hombre en la montaña (1933), La saeta en el cielo (1934), Perfil de Chile (1956) y María de los Ángeles (1966). La novela El hombre en la montaña es considerada por la crítica nacional su obra más destacada. La primera edición de esta novela fue publicada en Madrid, en 1933. Al año siguiente, esta obra ganó el concurso literario de la Municipalidad de Santiago, lo que permitió que fuera publicada en Chile. Su permanencia en España determinó la atmósfera de esta narración. La crítica destacó el lenguaje limpio y cuidado de este texto, al mismo tiempo que subrayó que los espacios narrativos y personajes no correspondían a la realidad nacional. El escritor Enrique Volpe estimó que el autor supo penetrar en el alma de la tierra y del hombre de España, interpretándoselos en la plenitud de una potencia de creación y en un lenguaje elegantemente castizo que en fragmentos logró calidad de himno a la naturaleza, o más bien, de una oración a la fuga del tiempo. El destacado crítico nacional Raúl Silva Castro la catalogó como una de las grandes obras de la narrativa chilena y la definió como una novela de pasiones.

## Obras
- El Chaleco, 1911.
- La partida, 1912.
- Pa Todos, 1912.
- Siempre Casi, 1913.
- La Rata Blanca, 1913.
- El barco inmóvil, 1928.
- El dolor de triunfar,1933.
- El Hombre en la Montaña, 1933.
- La saeta en el cielo, 1934.
- Perfil de Chile, 1956.
- María de los Angeles, 1966.